# Erofilo
Eròfilo (in greco antico: Ἡρόϕιλος?, Heróphilos; Calcedonia, 335 a.C. circa – Alessandria d'Egitto, 280 a.C. circa) fu un medico greco-ellenistico, noto come primo anatomista della storia e per essere stato, insieme ad Erasistrato, il fondatore della grande scuola medica di Alessandria d'Egitto.

## Biografia
Erofilo fu allievo di Prassagora di Cos, medico e probabile nipote dell'omonimo allievo di Ippocrate.
Erofilo, dal canto suo, fu il primo a basare le sue conclusioni sulla dissezione del corpo umano:
scoprì i nervi, distinguendoli dai tendini, e individuò nel cervello il centro del sistema nervoso e la sede dell'intelligenza. Distinse inoltre i nervi sensori dai nervi motori.
Altri oggetti dei suoi studi anatomici furono l'occhio, il fegato, il pancreas, l'apparato digerente, l'apparato respiratorio, gli organi salivari e gli organi genitali. 
Erofilo, avendo introdotto una terminologia nuova e convenzionale per individuare le strutture anatomiche da lui scoperte, ha un posto di rilievo anche nell'evoluzione delle concezioni linguistiche. Molti dei termini da lui introdotti sono ancora usati nella terminologia anatomica.
Secondo quanto scrissero, qualche secolo dopo, Celso e Tertulliano, oltre a sezionare cadaveri, avrebbe anche praticato la vivisezione di condannati. Questa pratica fu ritenuta da questi medici un mezzo di conoscenza con cui verificare teorie ed efficacia dei medicamenti.
Le sue opere sono andate perdute, ma sono state ampiamente citate da Galeno nel II secolo e da altri.
Tra i suoi successori nel dirigere la sua scuola medica ci fu Alessandro Filalete.